# Kim Young-gwon
Kim Young-gwon (født 27. februar 1990 i Jeonju) er en sydkoreansk fodboldspiller, der spiller for Ulsan Hyundai FC.
Han deltog i de olympiske lege 2012 i London.